# Rudolf Koch-Erpach
Rudolf Koch-Erpach (9 avril 1886 à Munich – 28 novembre 1971 à Boll) est un General der Kavallerie allemand qui a servi dans la Heer au sein de la Wehrmacht pendant la Seconde Guerre mondiale.
Il a été récipiendaire de la Croix de chevalier de la Croix de fer. Cette décoration est attribuée pour récompenser un acte d'une extrême bravoure sur le champ de bataille ou un commandement militaire avec succès.

## Biographie
Koch Erpach est né à Munich le 9 avril 1886. Il rejoint le 2e régiment d'uhlans royal bavarois (de) de l'armée bavaroise en 1904 en tant que Fahnenjunker. Il y devient lieutenant en 1906 et en 1910, il est transféré au 6e régiment de chevau-légers royal bavarois (de) . Il devient ensuite un général de cavalerie (General der Kavallerie). En 1939, il commande la 8e division d'infanterie pendant l'Invasion de la Pologne. Le 23 septembre 1939, Rudolf Koch-Erpach a la particularité d'avoir été capturé par les forces polonaises pendant la bataille de Krasnobród.
Le 24 juin 1940, après la bataille de France et commandant toujours la 8e Division d'infanterie, il reçoit la Croix de chevalier de la Croix de fer.
À partir du 1er novembre 1940 et jusqu'au 1er mars 1941, Koch-Erpach commande le Höheres Kommando z.b.V. LX (nl). Après une courte pause, il dirige brièvement le Höheres Kommando z.b.V. XXXV (nl) du 1er avril au 1er mai 1941.
Koch-Erpach commande le Wehrkreis VIII du 1er mai 1942 au 26 janvier 1945. Le siège de cette région militaire est à Breslau. Le Wehrkreis VIII cesse d'être sous le contrôle de l'armée allemande en février 1945.
Du 26 janvier au 10 avril 1945, Koch-Erpach prend le commandement du LVI. Panzerkorps
En mars 1945, Koch-Erpach et son QG sont encerclés par l'Armée rouge près de Oppeln. Pour sortir de cette situation, Ferdinand Schörner donne des ordres au colonel Alfons Rebane de la 20e division SS de grenadiers, (Waffen-Grenadier-Division der SS (estnische Nr. 1)), célèbre pour sortir des encerclements. Rebane avec quatre volontaires estoniens de son groupe récupèrent Koch-Erpach et son QG sans faire de victimes. Pour ce fait de guerre, Koch-Erpach recommande Rebane pour que lui soient décernées les feuilles de chêne à sa Croix de chevalier de la Croix de fer.
Plus tard, en 1945, Koch-Erpach est commandant par intérim de la 1re Armée durant deux jours juste avant la fin de la guerre, du 6 au 8 mai.
Il décède le 28 novembre 1971 à Karlsruhe.

## Décorations
- Croix de fer (1914)
  - 2e Classe
  - 1re Classe
- Étoile de Gallipoli (Eiserner Halbmond)
- Croix d'honneur
- Agrafe de la Croix de fer (1939)
  - 2e Classe
  - 1re Classe
- Croix du mérite de guerre avec Glaives
  - 2e Classe
  - 1re Class
- Croix allemande en Argent (24 novembre 1944)
- Croix de chevalier de la Croix de fer
  - Croix de chevalier le 24 juin 1940 en tant que Generalleutnant et commandant de la 8 Infanterie-Division[1]